# Elasmoderus minutus
Elasmoderus minutus är en insektsart som beskrevs av Cigliano, Ronderos och Stanley Wells Kemp 1989. Elasmoderus minutus ingår i släktet Elasmoderus och familjen Tristiridae. Inga underarter finns listade i Catalogue of Life.